# 一心路
一心路（Yisin Rd.）為高雄市的東西向重要道路，本道路共分為二個部份。東起凱旋路接瑞隆路，西至中山二路與三多三路口，僅經前鎮一區。

## 行經行政區域
- 前鎮區

## 分段
一心路共分為二個部份：
- 一心一路；東起於凱旋三路、凱旋四路口接瑞隆路，西於民權二路口接一心二路
- 一心二路：東於民權二路口接一心一路，西止於中山二路與三多三路口。

## 歷史
語出自《書經‧秦誓》記載：「予臣三千惟一心。」、《管子‧法禁》：「武王有臣三千而一心」。取「萬眾一心」之意。周武王朝臣雖然多達數千名，但是都能團結一條心，所以國家必然昌盛。
2014年7月31日深夜因發生高雄氣爆事故的影響，造成整條一心一路（從凱旋路口至光華路口）無法通行。歷經3個月重建的日夜趕工之後，於同年11月20日午夜12時完工同時開放通車。

## 沿線設施
（由東至西）
- 一心一路
  - 休憩廣場(201號 由已拆除的中石化工廠圍牆改建而來)
  - 高雄市政府警察局前鎮分局
    - 一心路派出所(286號)

  - 前鎮31期公園
  - 光華公園
  - 台灣中油加油站民權路站(291號)
  - 籬仔內站（高雄捷運環狀輕軌）

- 一心二路 
  - 中華電信第一網路中心(98號7樓)
  - 社團法人高雄市勞資事務協進會(128號11樓)
  - 台灣護師醫療產業工會(119號2樓A室)
  - 捷運三多商圈站

## 公車資訊

### 高雄市市區公車
站牌名為《一心一路》
- 漢程客運：
  - 82A 瑞豐站－三山國王廟
  - 82B 瑞豐站－捷運西子灣站(輕軌哈瑪星站)
- 統聯客運：
  - 83 瑞豐站－高雄火車站
- 東南客運：
  - 紅18 一心幹線 中崙社區－捷運三多商圈站－實踐大學高雄城區中心

站牌名為《一心二路》
- 漢程客運：
  - 72A 金獅湖站－中正高工
  - 72B 金獅湖站－正勤社區
- 統聯客運：
  - 83 瑞豐站－高雄火車站
- 東南客運：
  - 紅18 一心幹線 中崙社區－捷運三多商圈站－實踐大學高雄城區中心

## 公共自行車
- 高雄市公共自行車租賃系統：
  - 凱旋一心一路口：凱旋三路/一心一路口(東北側)
  - 光華公園：一心一路/民裕街口
  - 新正薪醫院：一心一路233號(前人行道)
  - 一心和平二路口：一心一路/和平二路(西南側)
  - 修文一心二路口：一心二路/修文街(東北側)
  - 捷運三多商圈站(3號出口)：中山二路/一心二路(東南側)

## 內部連結
- 高雄市主要道路列表

1. ↑  沒有慶祝！高雄氣爆道路修復 凌晨開放通車 （页面存档备份，存于）. 自由時報. [2014-11-21]. （日語）